# 茨島 (秋田市)
茨島（ばらじま）は秋田県秋田市にある地域名。郵便番号は010-0065。茨島一丁目から七丁目までで構成される。

## 地理
秋田市中央部に位置する。北に旭川を挟み川尻新川町・川尻上野町・川元むつみ町・旭南と、東に卸町・牛島西と、西に秋田運河を挟み新屋豊町・新屋船場町と、南は雄物川を挟み新屋大川町と接している。国道13号と秋田県道56号秋田天王線が交差し、道路沿いに商業施設が並んでいる。西部には三菱マテリアルを中心とする工業地帯がある一方で東部は住宅地が広がっている。

### 河川
- 雄物川
- 旭川
- 秋田運河

## 歴史

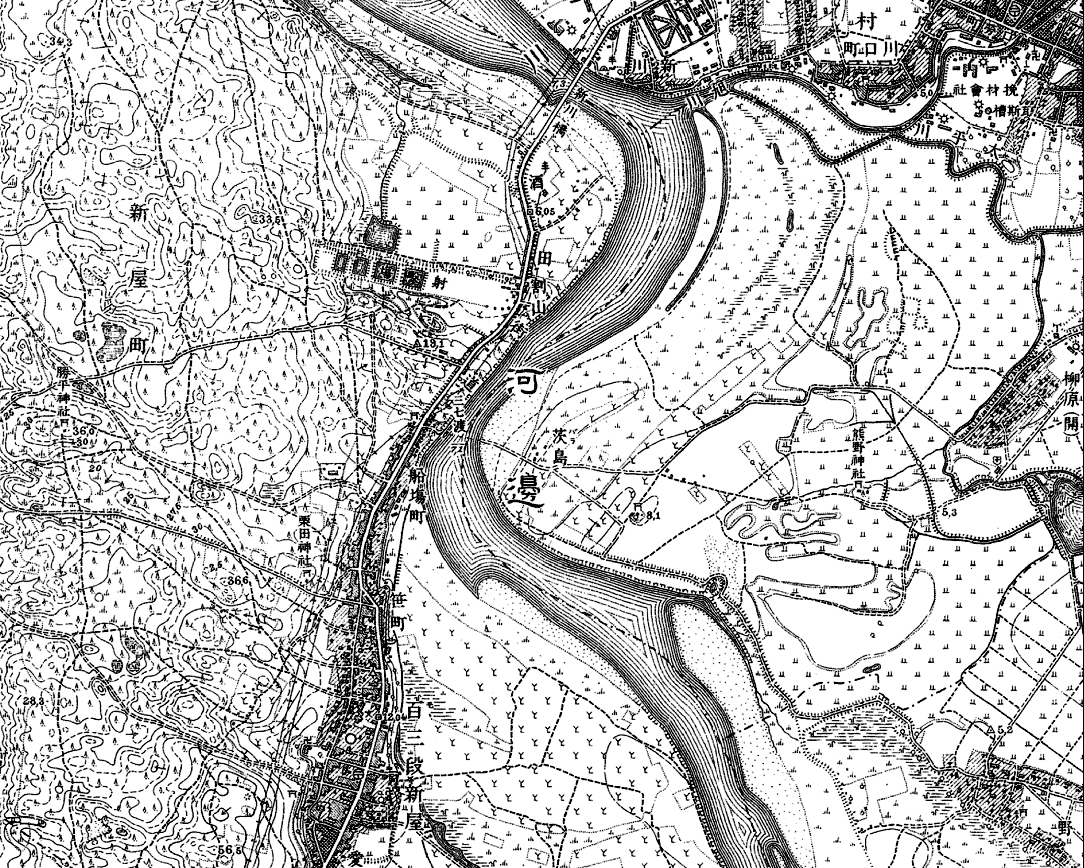
1912年の茨島近辺地図

かつては、荒れ地で暴れ川雄物川本流が氾濫するためほとんど人が住んでいなかった。洪水対策で雄物川放水路が1938年（昭和13年）に完成すると、その残土で埋め立てられ66ヘクタール拡張された。以前は茨島の名前が付く住所は茨島町一丁目・二丁目のみで多くは川尻町や柳原新田・牛島だった。
- 1889年（明治22年） - 河辺郡柳原新田村が牛島村に吸収合併される。
- 1896年（明治29年） - 牛島村が町制施行して河辺郡牛島町となる。
- 1924年（大正13年） - 牛島町が秋田市に編入される。
- 1932年（昭和7年） - 秋田市営茨島野球場が開場。
- 1937年（昭和12年）7月 - 秋田県工業指導所が土手長町（現在の中通）から移転[3]。
- 1938年（昭和13年）雄物川放水路が通水。
- 1939年（昭和14年）
  - 東北肥料秋田工場専用鉄道が開業。
  - 秋田市営茨島野球場が八橋球場に移転するに伴い廃止。
- 1943年（昭和18年）11月16日 - 秋田市牛島字下窪に秋田茨島郵便局が開設[4]。
- 1953年（昭和28年）
  - 秋田市立成和中学校が秋田市立高陽中学校と統合する。
  - 4月 - 秋田短期大学・秋田短期大学附属高等学校が開校。
  - 11月 - ラジオ東北が茨島ラジオ送信所を設置。
- 1954年（昭和29年） - 秋田運河開通。
- 1955年（昭和30年） - 秋田市立高等学校茨島分校が秋田市立商業高等学校定時制課程として独立。
- 1957年（昭和32年） - 秋田市立商業高等学校が八橋に移転。
- 1963年（昭和38年）11月1日 - 秋田モータースクールが開校[5]。
- 1964年（昭和39年）
  - 4月1日 - 住居表示実施。
  - 4月 - 秋田経済大学が開校。
- 1972年（昭和47年）6月1日 - 秋田アスレティッククラブが開校[5]。
- 1982年（昭和57年）10月 - 秋田県工業技術センターが新屋町字砂奴寄に移転[3]。
- 1983年（昭和58年） - 秋田経済法科大学・秋田短期大学・秋田経済法科大学附属高等学校が下北手桜に移転。
- 1985年（昭和60年）11月 - 秋田市立茨島体育館が竣工。
- 1988年（昭和63年）
  - 2月22日 - 秋田公共職業安定所が秋田市川尻若葉町から、同市茨島一丁目に新築、移転[6]。
  - 4月1日 - 秋田建築専門学校が大住から移転。
- 1994年（平成6年） - 東北肥料秋田工場専用鉄道が廃止。
- 2000年（平成12年）7月26日 - イオンタウン茨島パワーセンターオープン。
- 2021年（令和3年） - 秋田建築デザイン専門学校が閉校。

### 町名の変遷
以下はすべて住居表示実施に伴う変更。
| 実施後     | 実施年月日      | 実施前（各字名ともその一部）                             |
| ---------- | --------------- | -------------------------------------------------------- |
| 茨島一丁目 | 昭和39年4月1日  | 川尻町字石倉向 かわしりまち あざいしくらむか             |
| 茨島一丁目 | 昭和39年4月1日  | 川尻町字山ノ下 かわしりまち あざやまのした               |
| 茨島一丁目 | 昭和39年4月1日  | 茨島町一丁目 ばらじままちいっちょうめ                    |
| 茨島二丁目 | 昭和39年4月1日  | 牛島字下窪 うしじま あざしたくぼ                         |
| 茨島二丁目 | 昭和39年4月1日  | 茨島町二丁目 ばらじままちにちょうめ                      |
| 茨島二丁目 | 昭和39年4月1日  | 柳原新田字上窪 やなぎはらしんでん あざうわくぼ           |
| 茨島二丁目 | 昭和39年4月1日  | 柳原新田字萱場向 やなぎはらしんでん あざかやばむかい     |
| 茨島二丁目 | 昭和39年4月1日  | 柳原新田字沢田 やなぎはらしんでん あざさわた             |
| 茨島二丁目 | 昭和39年4月1日  | 柳原新田字谷地 やなぎはらしんでん あざやち               |
| 茨島二丁目 | 昭和39年4月1日  | 柳原新田字柳原 やなぎはらしんでん あざやなぎはら         |
| 茨島三丁目 | 昭和39年4月1日  | 茨島町一丁目 ばらじままちいっちょうめ                    |
| 茨島四丁目 | 昭和39年4月1日  | 牛島字大野中島下段 うしじま あざおおのなかじまげだん     |
| 茨島四丁目 | 昭和39年4月1日  | 茨島町二丁目 ばらじままちにちょうめ                      |
| 茨島四丁目 | 昭和39年4月1日  | 柳原新田字新川口 やなぎはらしんでん あざしんかわぐち     |
| 茨島四丁目 | 昭和39年4月1日  | 柳原新田字堂社 やなぎはらしんでん あざどうしゃ           |
| 茨島四丁目 | 昭和39年4月1日  | 柳原新田字普請場 やなぎはらしんでん あざふしんば         |
| 茨島四丁目 | 昭和39年4月1日  | 柳原新田字道南 やなぎはらしんでん あざみちみなみ         |
| 茨島四丁目 | 昭和39年4月1日  | 柳原新田字南 やなぎはらしんでん あざみなみ               |
| 茨島四丁目 | 昭和51年11月1日 | 茨島四丁目 ばらじまよんちょうめ                          |
| 茨島五丁目 | 昭和39年4月1日  | 茨島町一丁目 ばらじままちいっちょうめ                    |
| 茨島六丁目 | 昭和39年4月1日  | 牛島字一本塚 うしじま あざいっぽんづか                   |
| 茨島六丁目 | 昭和39年4月1日  | 牛島字大野中島上段 うしじま あざおおのなかじまじょうだん |
| 茨島六丁目 | 昭和39年4月1日  | 牛島字大野中島中段 うしじま あざおおのなかじまちゅうだん |
| 茨島六丁目 | 昭和39年4月1日  | 牛島字竹原道下 うしじま あざたけはらみちした             |
| 茨島六丁目 | 昭和39年4月1日  | 茨島町二丁目 ばらじままちにちょうめ                      |
| 茨島七丁目 | 昭和39年4月1日  | 牛島字一本塚 うしじま あざいっぽんづか                   |
| 茨島七丁目 | 昭和39年4月1日  | 牛島字狐森 うしじま あざきつねもり                       |
| 茨島七丁目 | 昭和39年4月1日  | 牛島字清水下 うしじま あざしみずした                     |
| 茨島七丁目 | 昭和39年4月1日  | 牛島字竹原道下 うしじま あざたけはらみちした             |
| 茨島七丁目 | 昭和39年4月1日  | 牛島字西潟敷 うしじま あざにしかたしき                   |

## 教育

### 学区
小学校は全地域が秋田市立旭南小学校の学区になっている。中学校は茨島一丁目・三丁目・五丁目から七丁目は秋田市立山王中学校、茨島二丁目・四丁目は秋田市立秋田南中学校の学区になっている。なお、茨島六丁目・七丁目は秋田市立大住小学校・秋田市立秋田西中学校へ指定変更許可・指定変更地域となっている。

### 教育施設
- ノースアジア大学付属のびのびこども園
- 秋田リハビリテーション学院
- 秋田モータースクール
- 秋田アスレチッククラブ

#### かつてあった教育施設
- 秋田市立商業高等学校
  - 1957年（昭和32年）に八橋に移転。
  - 所在地：茨島一丁目
- 秋田経済大学→秋田経済法科大学
  - 1983年（昭和58年）に下北手桜に移転。
  - 所在地：茨島一丁目
  - 跡地は秋田市立茨島体育館・秋田市茨島地区コミュニティセンター等になっている。
- 秋田短期大学
  - 1983年（昭和58年）に下北手桜に移転。
  - 所在地：茨島二丁目
- 秋田短期大学附属高等学校→秋田経済大学附属高等学校→秋田経済法科大学附属高等学校
  - 1983年（昭和58年）に下北手桜に移転。
- 秋田市立成和中学校
  - 1953年（昭和28年）秋田市立高陽中学校と統合し秋田市立山王中学校となる。
  - 所在地：茨島一丁目4-7
- 秋田日満工業高等学校[8]
  - 1945年（昭和20年）終戦に伴い閉校。
- 秋田市立高等学校茨島分校
  - 1955年（昭和30年）秋田市立商業高等学校定時制課程として独立。
  - 所在地：茨島一丁目
- 秋田建築デザイン専門学校
  - 2021年（令和3年）閉校。
  - 所在地：茨島一丁目4番71号

## 施設

### 茨島一丁目
- 秋田中央警察署茨島交番
- 秋田公共職業安定所（ハローワーク秋田）
- 秋田市教育研究所

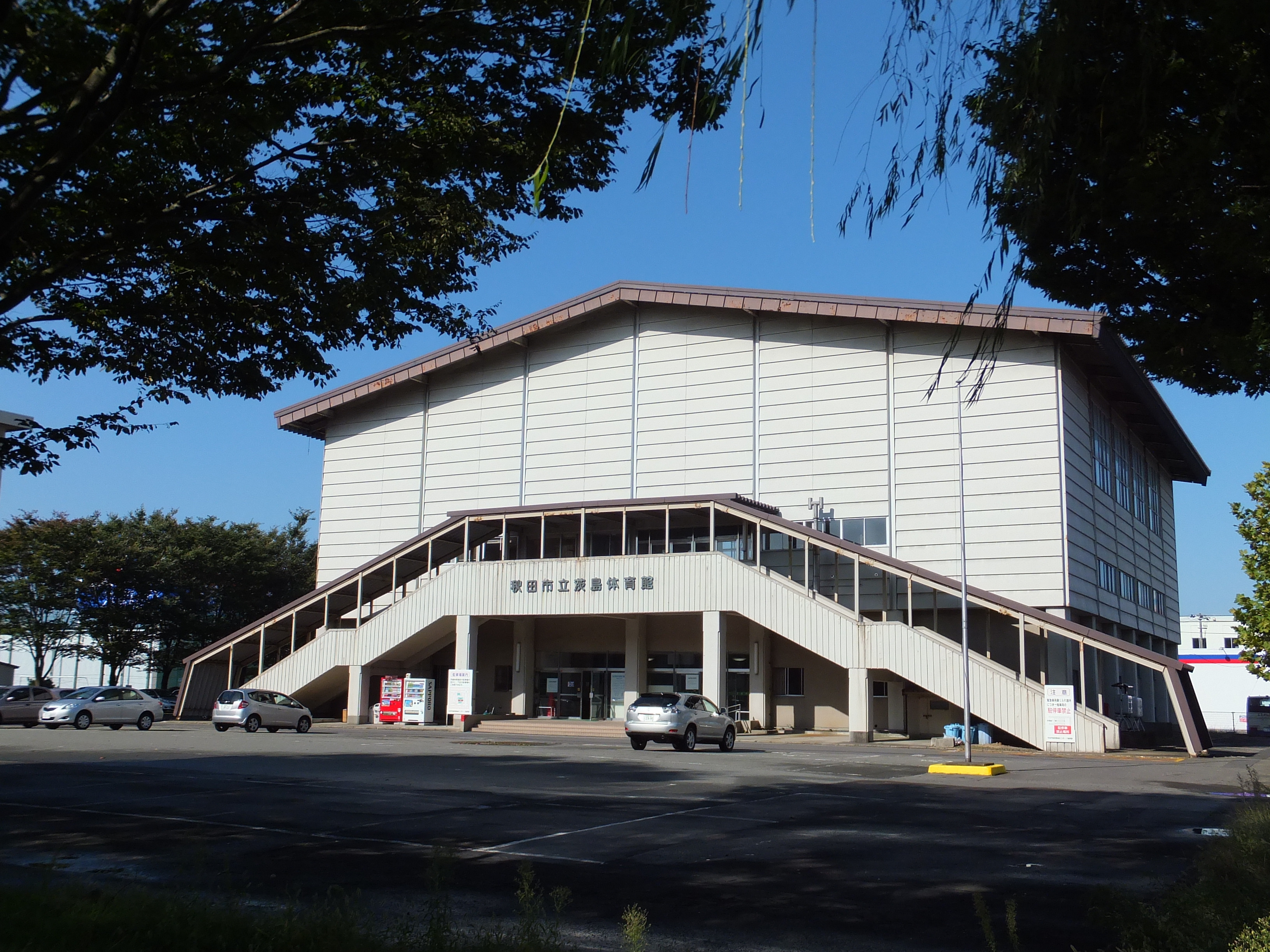
秋田市立茨島体育館
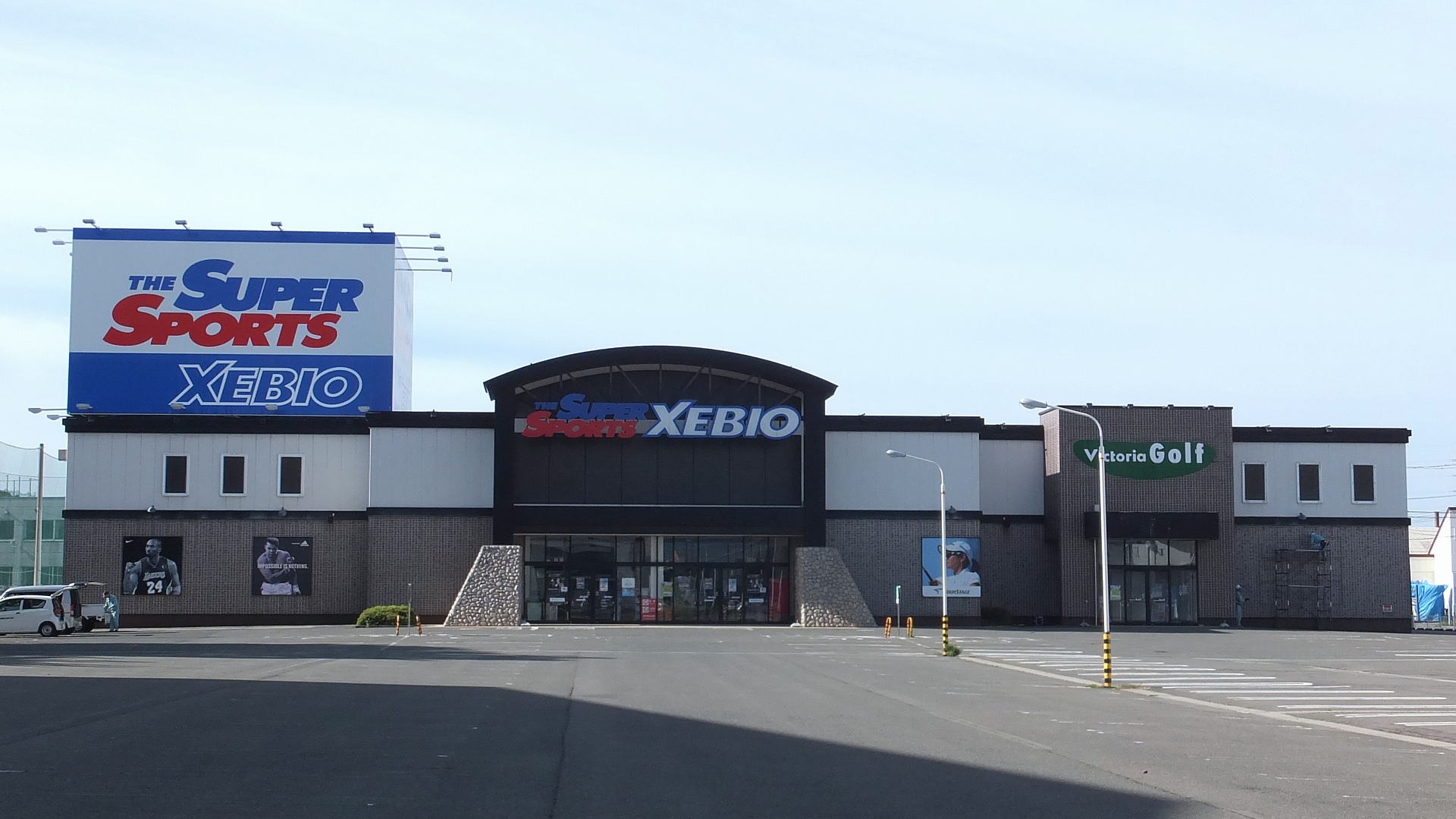
秋田市茨島地区コミュニティセンター
- 秋田リハビリテーション学院
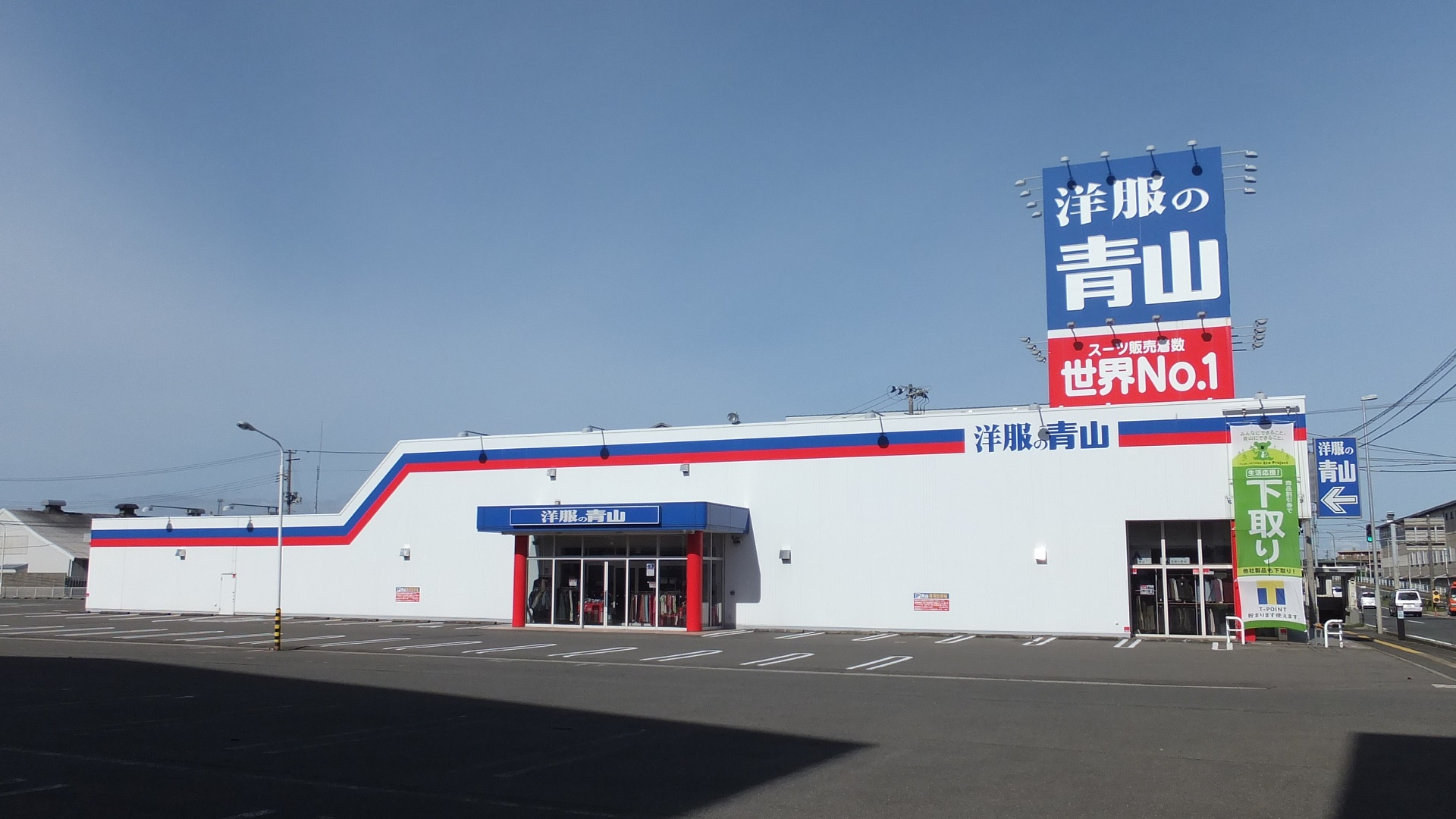
スーパースポーツゼビオ秋田茨島店
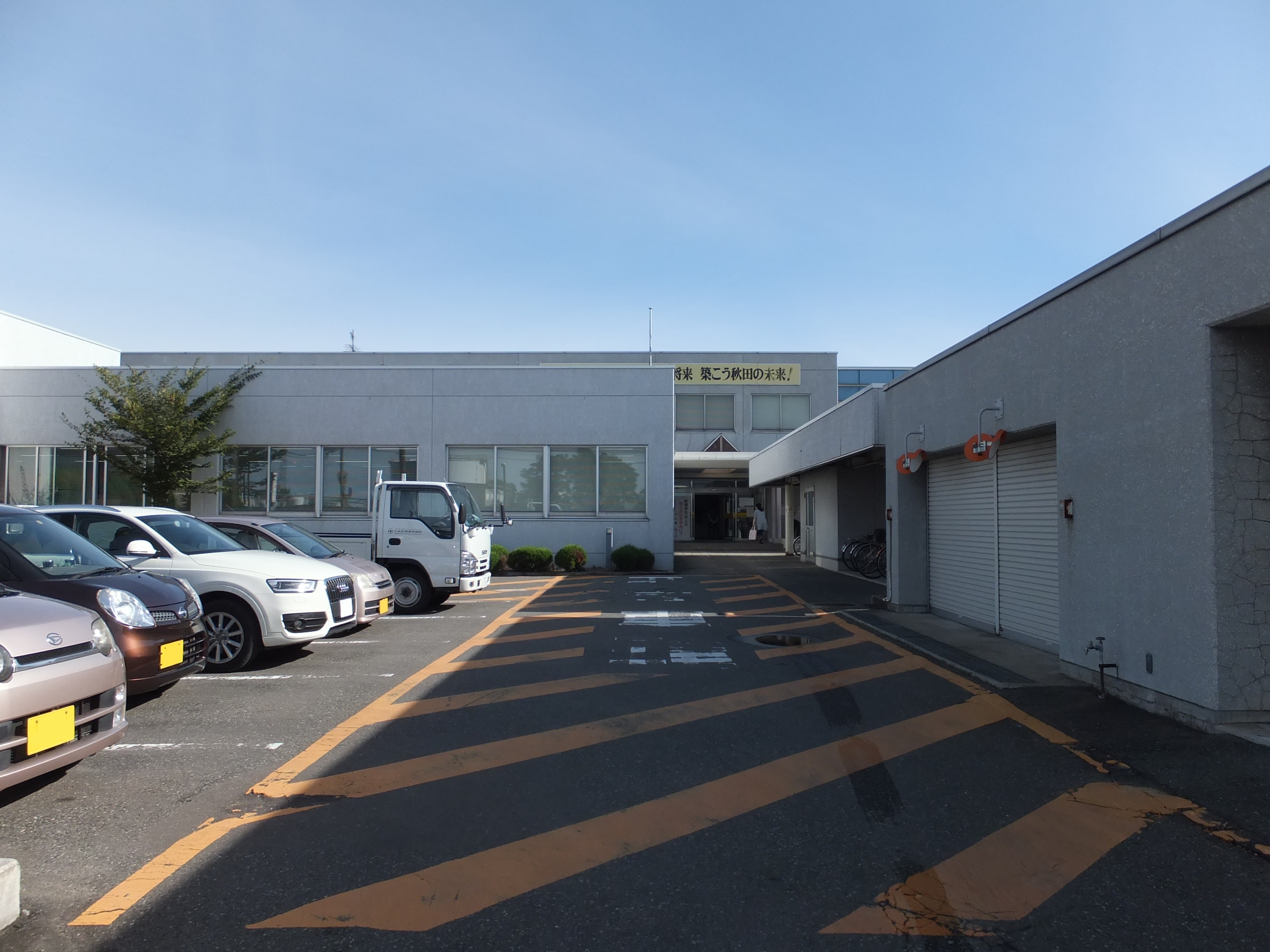
ユニクロ秋田茨島店
- AOKI秋田茨島本店
- 洋服の青山秋田茨島店
- GiGO秋田 - 旧セガワールド秋田
- くら寿司秋田茨島店
- ガリバーミニクル秋田茨島店
- マルハン茨島店
- リボン茨島店
- 東北機械製作所本社
- ジプテック秋田工場（吉野石膏グループ）

- 秋田市立茨島体育館
- ゼビオ秋田茨島店
- 洋服の青山秋田茨島店
- ハローワーク秋田

### 茨島二丁目
- 秋田茨島郵便局
- あいば歯科医院
- サテライト秋田
- イオンタウン茨島アネックス
  - ペットワールドアミーゴ秋田茨島店
  - セリアイオンタウン茨島アネックス店

### 茨島三丁目

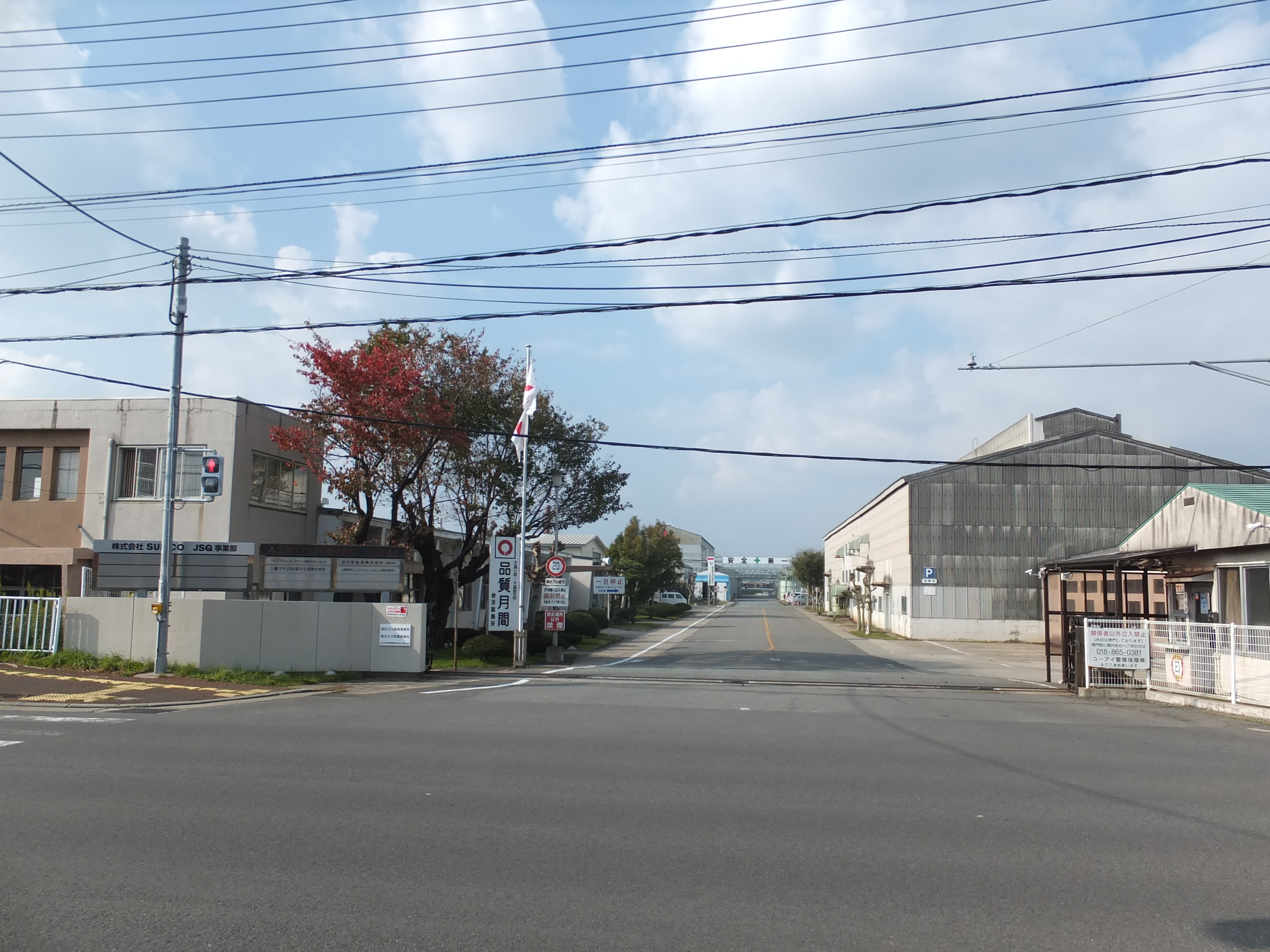
三菱マテリアル秋田製錬所
- 三菱マテリアル電子化成
- 日本新金属秋田工場
- 片倉コープアグリ秋田工場

- 三菱マテリアル秋田製錬所

### 茨島四丁目
- 秋田銀行卸町支店
- ノースアジア大学附属のびのびこども園

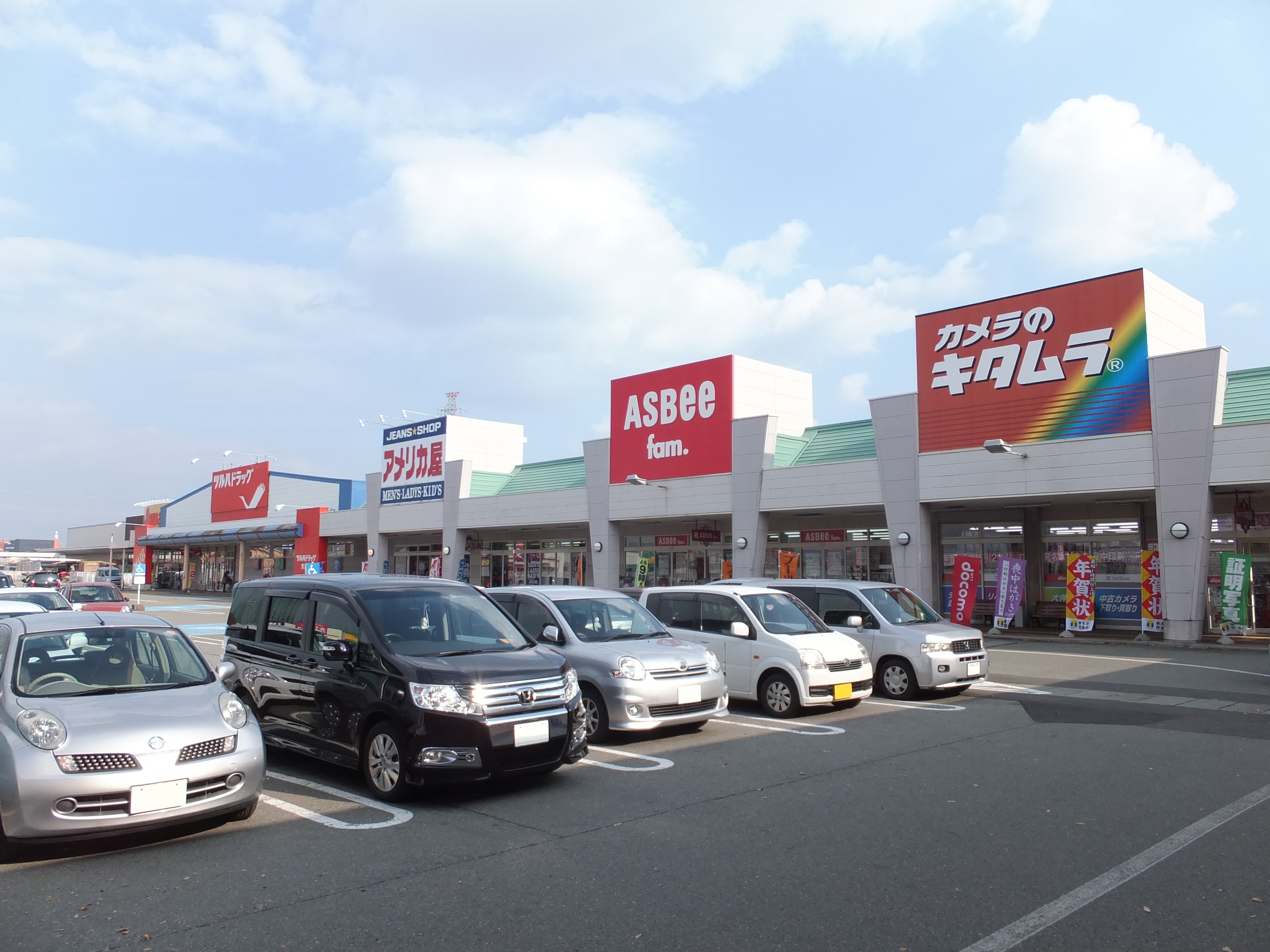
イオンタウン茨島パワーセンター
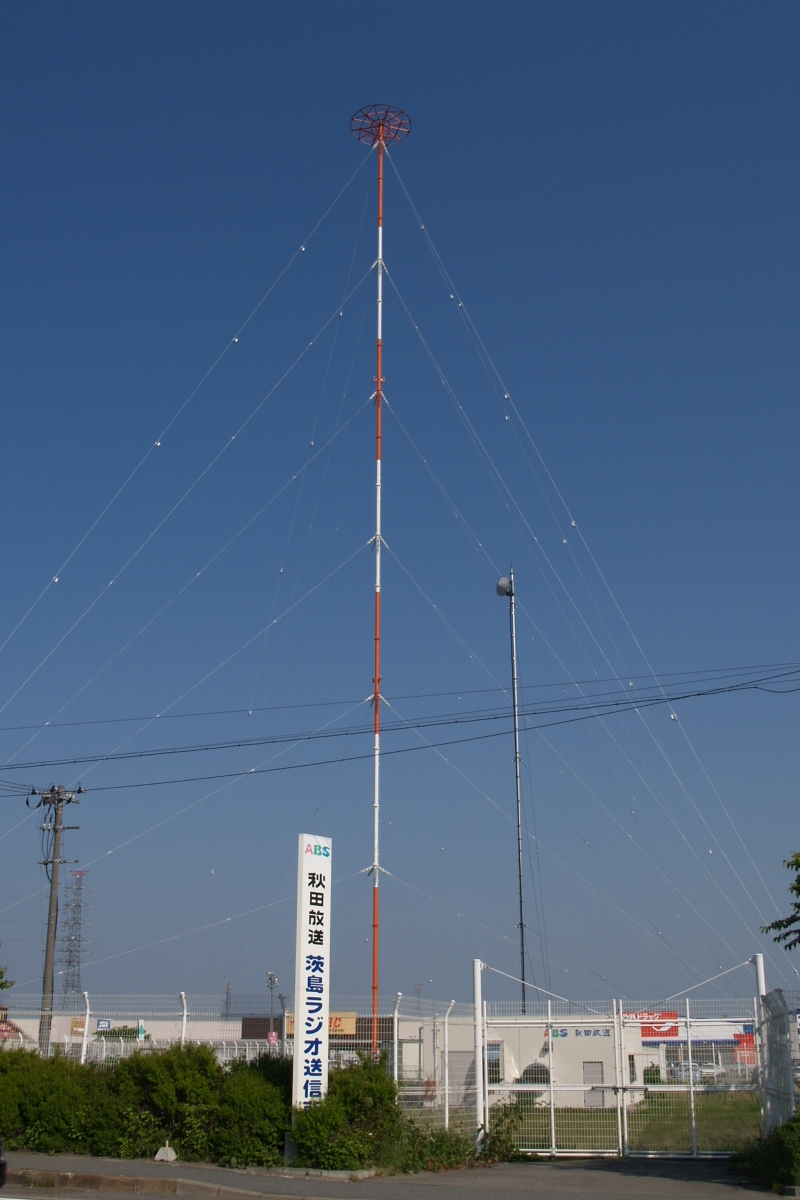
ABS茨島ラジオ送信所
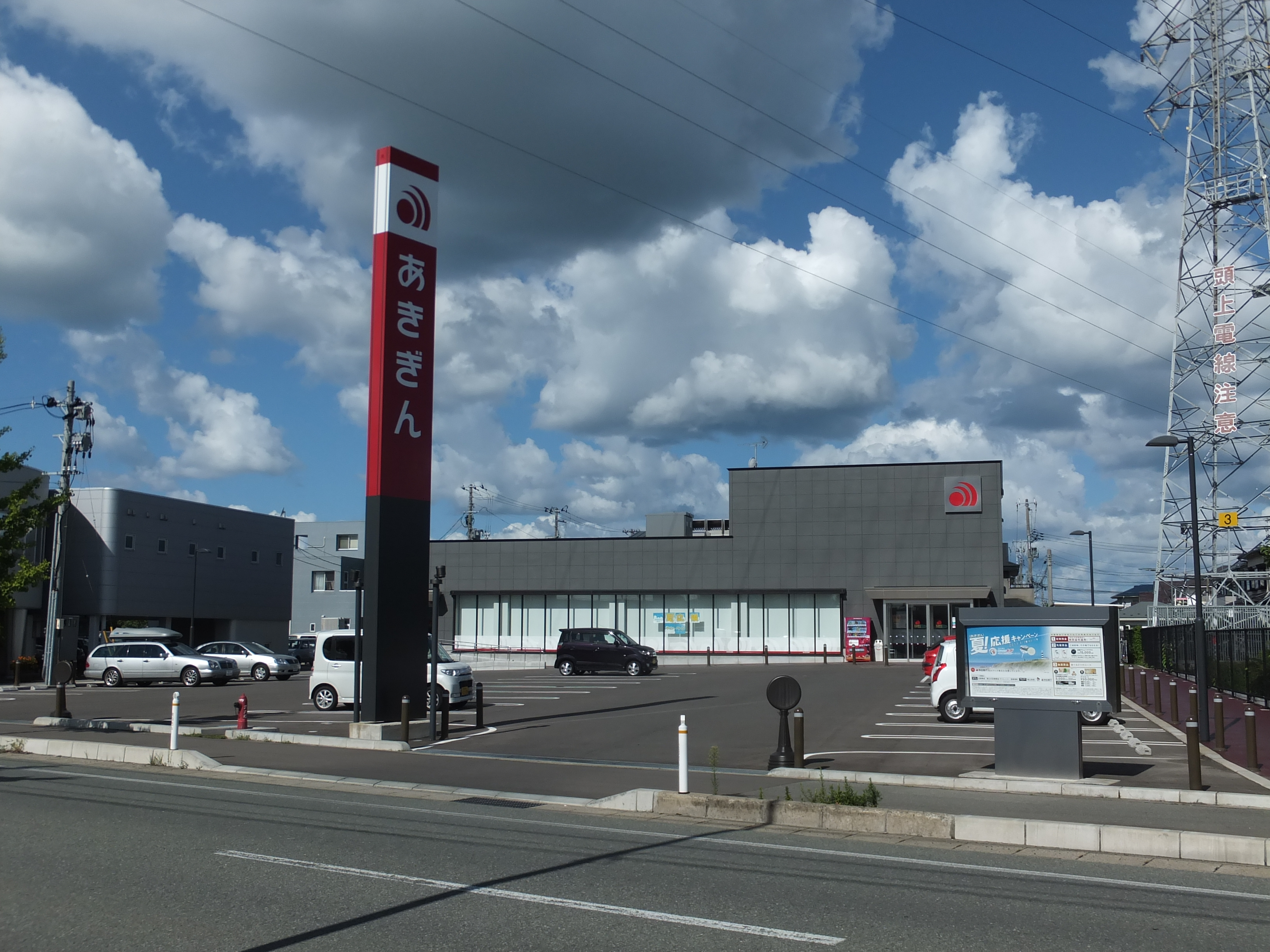
秋田銀行卸町支店
  - 茨島ラジオ送信所
  - イオンスタイル茨島
- ダイヤプラザ
  - 秋田モータースクール
  - 秋田アスレティッククラブ
- 生活協同組合コープあきた茨島店
- ビィ・ギャル秋田茨島店
- TOTO東北販売秋田営業所

- イオンタウン茨島パワーセンター
- ABS茨島ラジオ送信所
- 秋田銀行卸町支店

### 茨島五丁目
- 国土交通省秋田河川事務所茨島出張所
- SUMCOJSQ事業部

### 茨島六丁目
- 秋田中央トランスポート茨島営業所
- ジェイマルエー茨島店
- セカンドストリート茨島店
- 西松屋秋田茨島SC店
- 生活協同組合コープあきた共同購入西センター

### かつてあった施設
- 北都銀行茨島支店
  - 2020年（令和2年）4月13日牛島支店内に移転。
  - 所在地：茨島四丁目7番6号
- 秋田市営茨島野球場
  - 1932年（昭和7年）開場。1939年（昭和13年）八橋球場に移転。
  - 所在地：現在の茨島一丁目付近
  - 跡地の一部が秋田市営茨島体育館となっている。
- 秋田県工業指導所[3]
  - 1938年（昭和12年）7月土手長町（現在の中通）から移転。1982年（昭和57年）10月新屋町字砂奴寄に移転。

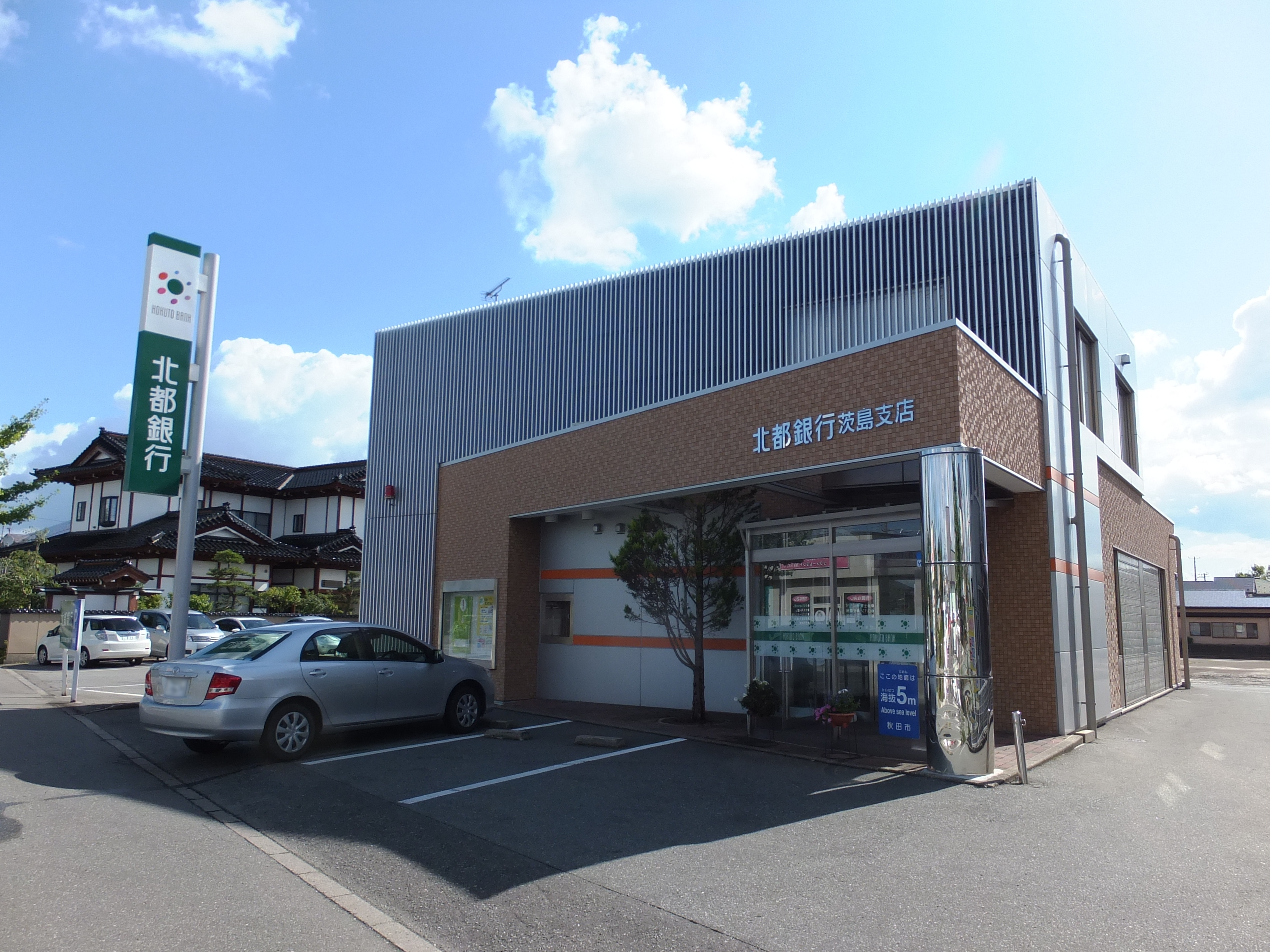
北都銀行茨島支店

- 秋田油脂工業
  - 所在地：茨島一丁目2-5
- 東北振興秋田農機具
- 秋田産業
- 太平川改修事務所
- 三徳工業

- 北都銀行茨島支店

## 交通

### 鉄道
地区内に鉄道は通っていない。最寄り駅は牛島西一丁目にあるJR東日本羽越本線の羽後牛島駅。

#### かつてあった鉄道
- 東北肥料秋田工場専用鉄道
  - （羽後牛島） - 東北肥料
  - 1939年（昭和14年）開業。1994年（平成6年）廃止。

### バス
- 秋田中央交通
  - 系統151｜新港線（飯島北・新屋高校前発着） - 平日のみ
  - 系統153｜新港線（西部サービスセンター発土崎駅前着） - 平日のみ
  - 系統710｜新屋線（秋田駅西口・西部サービスセンター発着）
  - 系統711｜新屋線（秋田駅西口発新屋高校前着） - 平日のみ
  - 系統712｜新屋線（秋田駅西口・大森山動物園発着）
    - （川元小川町） - ハローワーク秋田前 - 茨島三丁目 - 茨島四丁目 - 三菱マテリアル前 - 秋田大橋 - （美術大学前）

  - 系統600｜茨島環状線（大町回り） - 平日のみ
  - 系統601｜茨島環状線（茨島回り） - 平日のみ
    - （川元小川町） - ハローワーク秋田前 - 茨島三丁目 - 茨島四丁目 - 三菱マテリアル前 - 秋田大橋 - 茨島六丁目 - 茨島団地前 - （三皇神社前 - 牛島変電所前） - 卸町五丁目 - （卸町四丁目）

  - 系統713｜新屋線（秋田駅西口・西部サービスセンター発着・卸センター前経由）
    - （卸町四丁目） - 卸町五丁目 - 茨島七丁目 - （美術大学前）

### 道路
- 国道13号
- 秋田県道56号秋田天王線
  - 旭橋
  - 秋田大橋
- 秋田市道牛島茨島線
- 秋田市道柳原新田茨島線
- 秋田市道秋田環状1号線
- 秋田市道牛島茨島2号線
- 秋田市道牛島茨島3号線
- 秋田市道割山南浜線

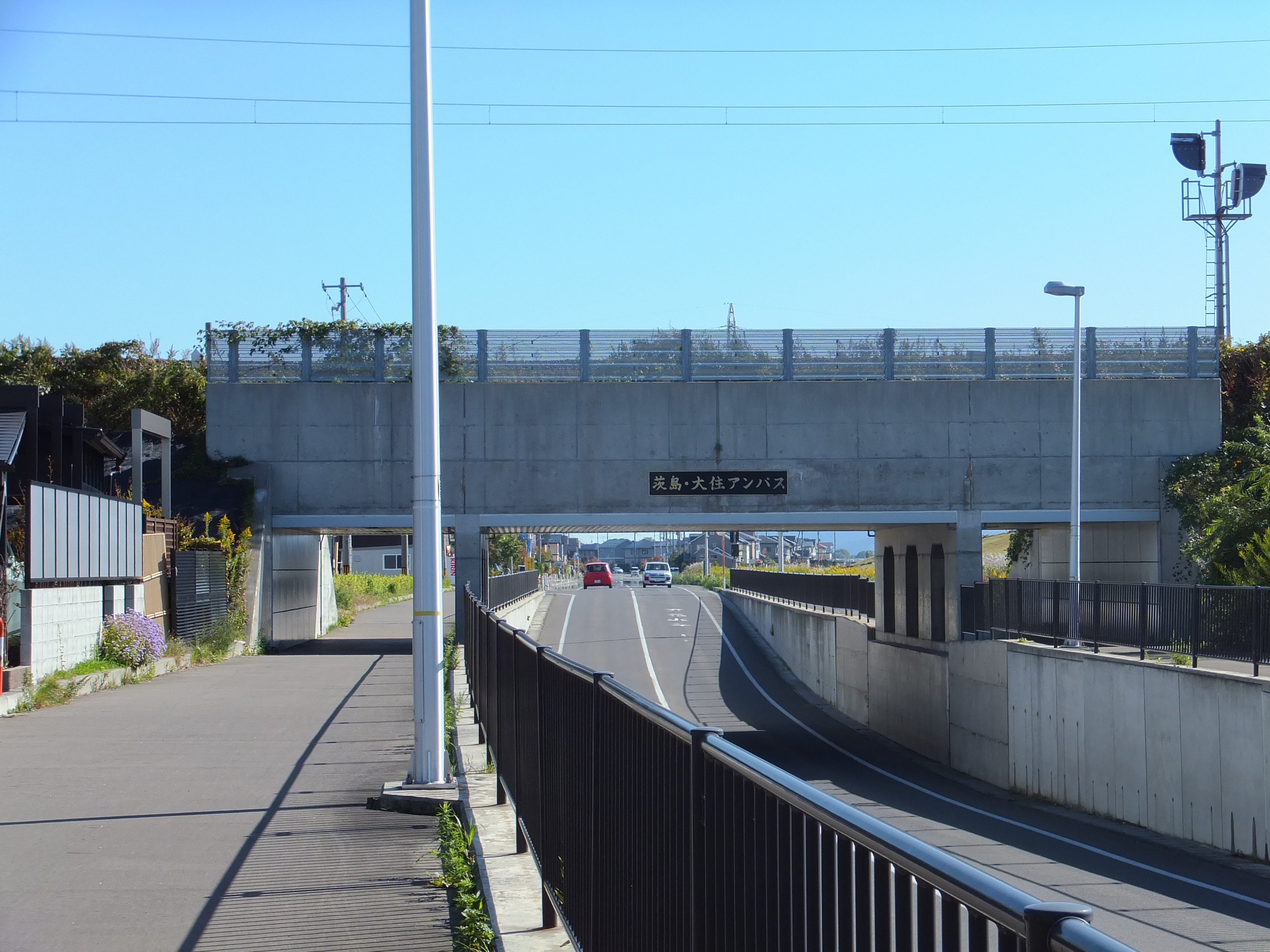
茨島・大住アンパス
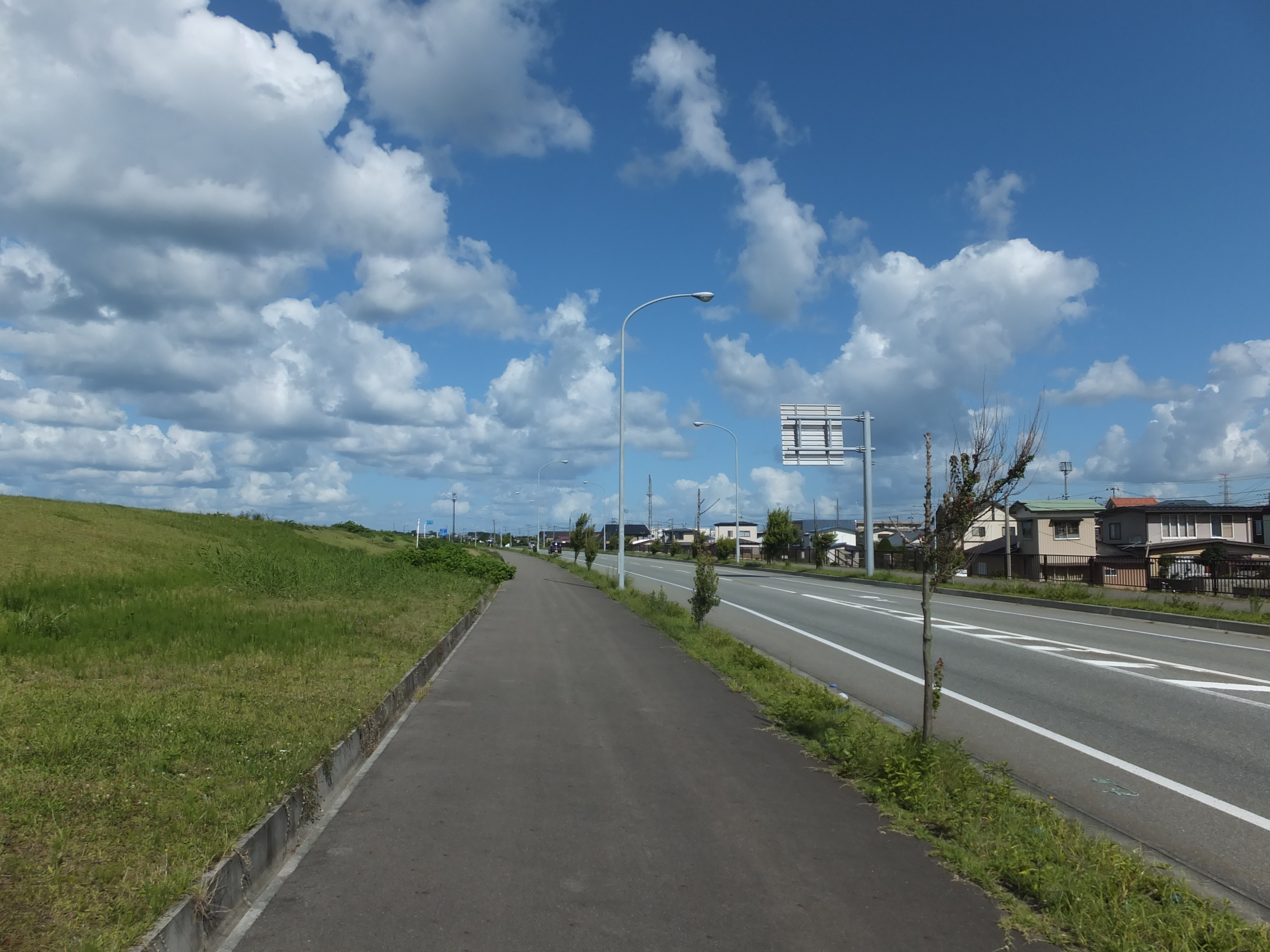
秋田市道南部中央線
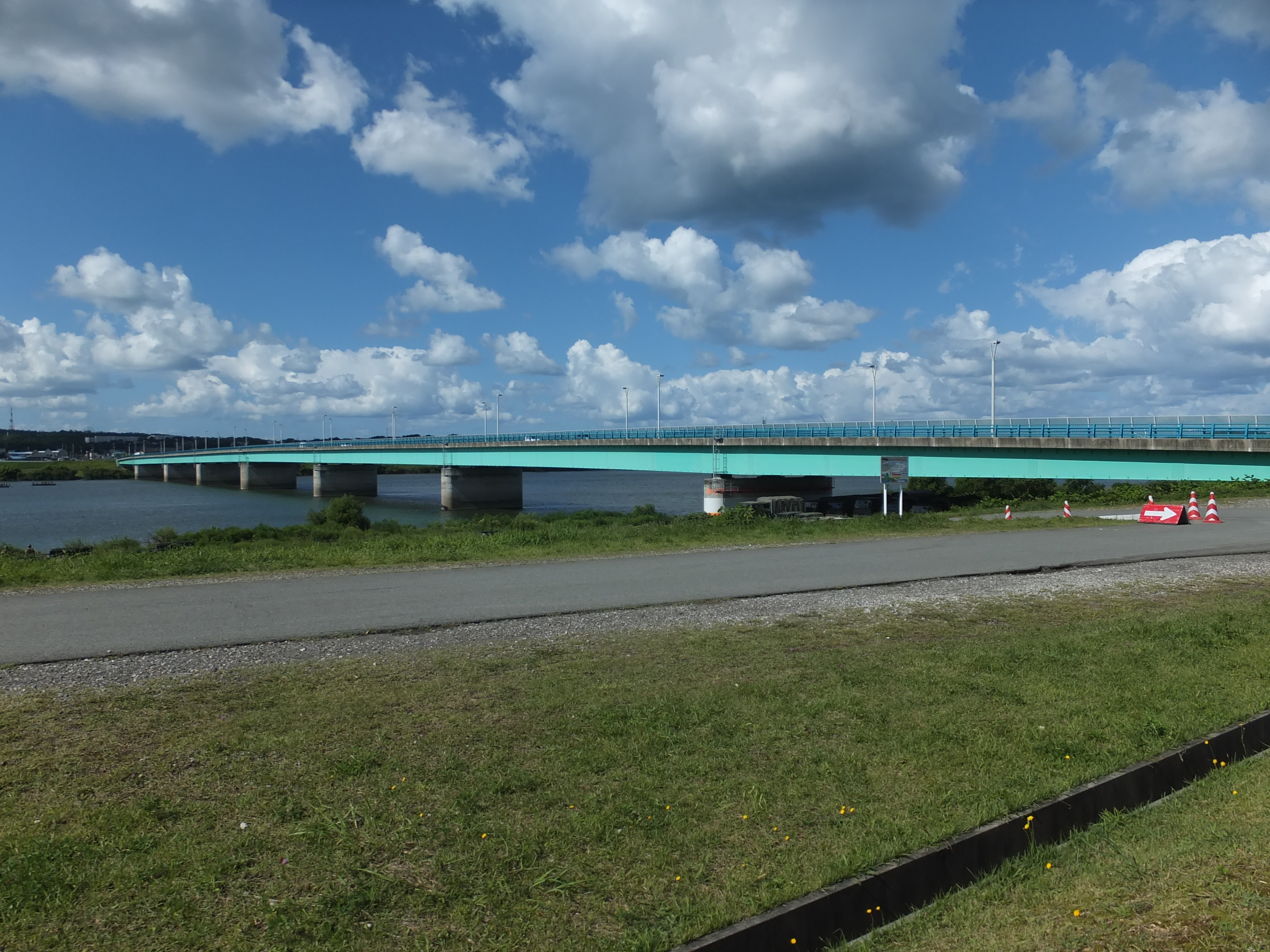
秋田大橋
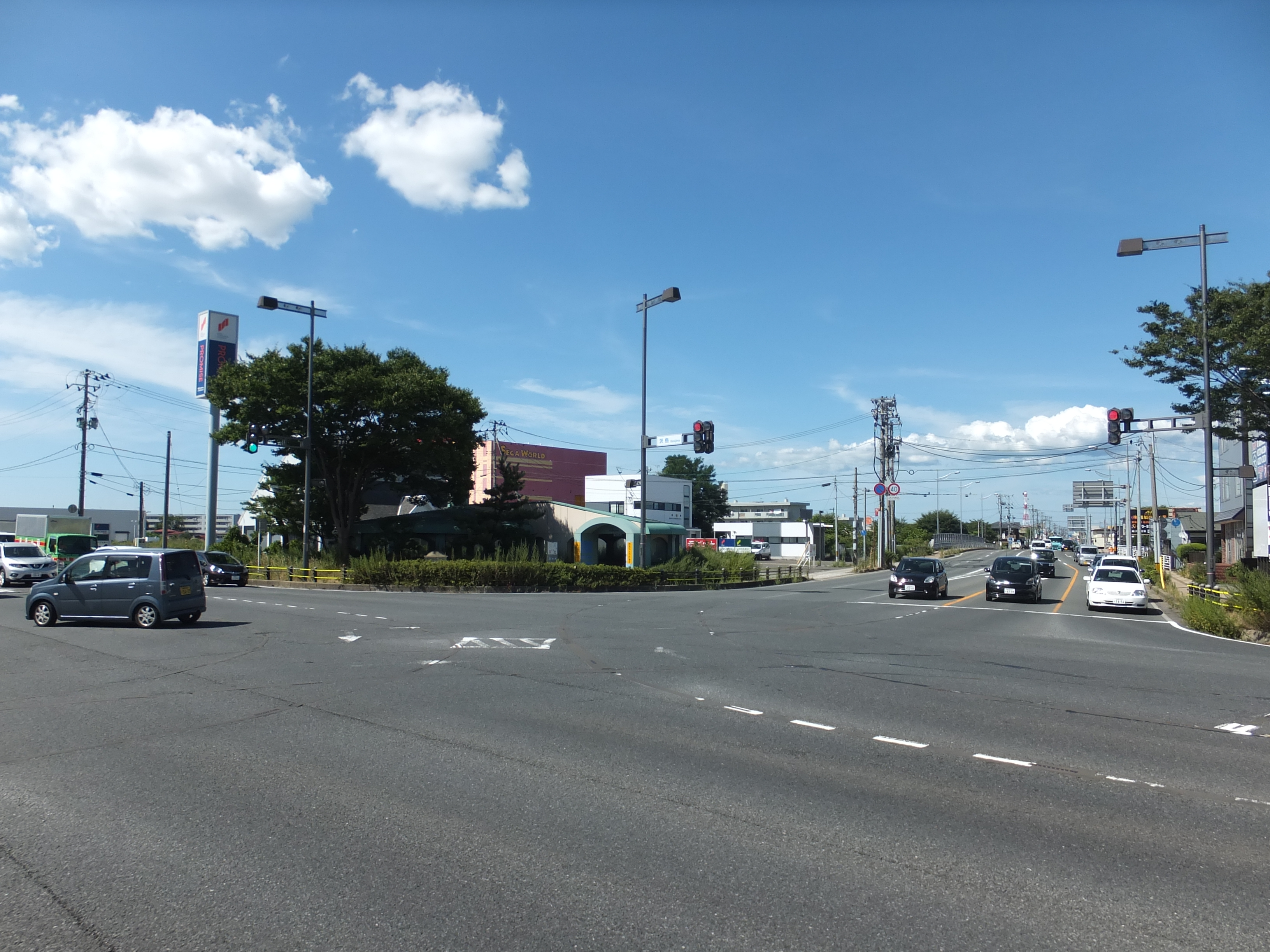
茨島交差点

- 茨島・大住アンパス
- 南部中央線
- 秋田大橋
- 茨島交差点